# Paul Plimley
Paul Horace Plimley (Vancouver, 16 marzo 1963 – Vancouver, 18 maggio 2022) è stato un pianista, vibrafonista e musicista canadese.
È stato uno dei decani del jazz avant-garde, uno dei fondayori della New Orchestra Workshop Society e un collaboratore frequente del bassista Lisle Ellis. È stato esperto di musica classica e di tutti gli stili del jazz; fu uno dei primi e dei più convincenti tra gli interpreti della musica di Ornette Coleman sul piano (uno strumento visto come antitetico alla musica di Coleman).

## Biografia
Plimley studiò pianoforte classico con Kum-Sing Lee all'Università della Columbia Britannica (1971–1973). Nel 1978-1979 studiò con Karl Berger e Cecil Taylor presso il Creative Music Studio di Woodstock, New York . Nel 1977 fondò il New Orchestra Workshop (NOW) e fu attivo in molti ensemble associati a NOW, tra cui la NOW Orchestra.
Il suo lavoro con Lisle Ellis è ampio e include il CD Both Sides of the Same Mirror (Nine Winds, 1989); When Silence Pulls, con Andrew Cyrille (Music & Arts, 1990); Noir, con Bruce Freedman e Gregg Bendian (Victo, 1992); Density of the Lovestruck Demons con Donald Robinson (Music & Arts, 1994); e Safecrackers con Scott Amendola (Victo, 1999). I più notevoli, forse, sono due registrazioni per la Hat Art: la raccolta di interpretazioni di Ornette Coleman, Kaleidoscopes (1992) e (sotto la guida di Joe McPhee), una rivisitazione di Freedom Now Suite di Max Roach chiamata Sweet Freedom, Now What? (1994). Nel maggio 2000 registrò un concerto al 17th International Festival of New Music a Victoriaville, Québec con John Oswald, Marilyn Crispell e Cecil Taylor. L'album fu pubblicato attraverso la Victo Records.
Il musicista partecipò regolarmente all'annuale Vancouver International Jazz Festival.
Plimley è morto nel 2022, a 59 anni, per cancro.

## Discografia

### Album da solista
- 1995: Everything in Stages (Songlines)

### Come band leader
Con Lisle Ellis
- 1991: When Silence Pulls con Andrew Cyrille (Music &amp; Arts)
- 1992: Kaleidoscopes (Hat Art)
- 1993: Noir (Les Disques Victo) con Gregg Bendian

Con Barry Guy
- 1997: Sensology (Maya)
- 2012: Hexentrio (Intakt), con Lucas Niggli

Con Trichy Sankaran
- 1998: Ivory Ganesh Meets Doctor Drums (Songlines)

Con John Oswald, Marilyn Crispell e Cecil Taylor
- 2001: Complicité (Les Disques Victo)

### Collaborazioni
Con Joe McPhee
- 1995: Sweet Freedom - Now What? (Hat Hut)

Con Henry Kaiser
- 1999: Passwords (Spool), con Danielle DeGruttola
- 2012: The Starbreak Splatterlight (There), con Weasel Walter e Lukas Ligeti

Con Mei Han
- 2006: Ume (ZA Discs)

Con Anthony Davis
- 2016: Past Piano Present | Live at Western Front 1985-2015 (Western Front New Music), con Al Neil e John Kameel Farah[6]

## Apparizioni televisive
- In the Key of Eh! Canadian Jazz Piano (1996)
- Duos: the jazz sessions (2000)
- Solos: the jazz sessions (2004)